# Moutouchi
Moutouchi là một chi thực vật có hoa trong họ Đậu.